# Tramlijn 5 (Île-de-France)
Lijn 5 van de tram van Île-de-France , vaker gewoon T5 genoemd, is een tramlijn in de regio van Parijs. De lijn, die geëxploiteerd wordt door de RATP, loopt van de halte Marché de Saint-Denis naar het station Garges - Sarcelles, aan de RER D. De bandentram maakt gebruikt van Translohr-techniek, en is 6,6 kilometer lang.

## Geschiedenis
Al vanaf de jaren '90 werd er een tramlijn gepland in de streek ten noorden van Saint-Denis. Deze buurt kent grote verkeersproblemen, enkele van de doorgaande wegen werden indertijd door 50.000 voertuigen per dag bereden. De tramlijn werd bedacht om het verkeersprobleem gedeeltelijk in te dammen. Na een planstudie werd besloten om een tramlijn aan te leggen tussen het noorden van Saint-Denis, Pierrefitte-sur-Seine en Garges-Sarcelles, een route die per dag door zo'n twintigduizend forenzen (gedeeltelijk) gebruikt wordt.
Bij de aanleg van de lijn werd gekozen voor een bandentram. Dit stuitte op kritiek, daar bandentram-techniek duurder is in aanleg en bandentrams bovendien minder capaciteit bieden per tram. Het STIF, opdrachtgever van de aanleg van de tram, weerlegde deze kritiek, omdat de bandentram-techniek gekozen was om trillingen te verminden. Met name in het noorden van de route loopt de lijn door dichtbebouwd gebied, waardoor trillingen en geluidsoverlast voor veel klachten zou zorgen.
De aanleg startte in september 2007, met de eerste sloopwerkzaamheden op de route. De eerste aanlegwerkzaamheden vonden in januari 2009 plaats. Door vertragingen bij de aanleg en door financiële problemen bij Translohr, de producent van de trams van de lijn, werd de opening van de tramlijn vaak vertraagd: de opening was eerst gepland 2007-2008, dit werd 2011 en vervolgens december 2012. De lijn opende uiteindelijk, feestloos, op 29 juli 2013.

## Reizigersaantallen
Bij de aanleg van de lijn en de aanschaf van het materieel werd verwacht dat de lijn 30.000 reizigers per weekdag zou vervoeren. Vlak na de opening bleek het aantal reizigers echter een stuk hoger te liggen, eind 2013 lag het aantal reizigers op 44.000 per weekdag, 47% meer dan oorspronkelijk gepland. De RATP heeft als reactie op de hoge reizigersaantallen de dalfrequentie opgeschroeft, in de spitsuren kan op de korte termijn echter niets gedaan worden aan de ontstane capaciteitsproblemen.

## Exploitatie
De tramlijn wordt geëxploiteerd door driedelige bandentrams van het type Translohr STE3. De trams rijden op 750 volt gelijkspanning, zoals gebruikelijk bij moderene trams. De trams zijn 25 meter lang, 2,2 meter breed en 2,89 meter hoog (exclusief stroomafnemer). De trams rijden op luchtbanden, en worden gestuurd door één enkele geleiderail. De afstand tussen de twee geleiderails is 5,60 m. De trams hebben een capaciteit van 127 reizigers per tram, en hebben een lage vloer door het hele voertuig.
In de spits rijden de trams met een frequentie van vijf (buiten de vakanties) tot twaalf minuten (zomervakantie). In de daluren rijdt er om de acht à twaalf minuten een tram. Op zaterdag rijdt er om de tien à dertien minuten een tram, op zondag om de acht à vijftien minuten. 's Avonds rijdt er elk kwartier een tram.
De lijn heeft een aparte dienstregeling voor de maand juli en de maand augustus.

## Toekomst
Er is een planstudie gestart voor een verlenging richting Garges-lès-Gonesse.